# Clube dos 13
Der Clube dos 13, auch Clube dos Treze (deutsch: Klub der Dreizehn), wurde am 11. Juli 1987 als Interessenvertretung von 13 der bedeutendsten brasilianischen Fußballvereine ins Leben gerufen. Bis zu seinem Ende 2011 war die União dos Grandes Clubes do Futebol Brasileiro, der „Verband der großen Vereine des brasilianischen Fußballs“, auf 20 Mitglieder angewachsen und vertrat diese Vereine gegenüber dem Verband und vermarktete beispielsweise auch die Medienrechte der Meisterschaft.

## Geschichte

### Ab 1987
Der Grund für die Gründung des Clube dos 13 war ursprünglich die Abhaltung der brasilianischen Fußball-Meisterschaft 1987 in einer Zeit, als der brasilianische Fußballverband Confederação Brasileira de Futebol (CBF) nur eingeschränkt handlungsfähig war.
Seit seiner Gründung und im Laufe seiner Geschichte war der Clube dos 13 mit dem Fernsehsender Rede Globo verbunden. Rede Globo zahlte 3,4 Millionen Dollar aus, um drei Spiele pro Runde zu übertragen. Der Streit wurde in zwei Modulen, grün und gelb, entschieden, wobei die Vereine jeweils die erste und zweite Liga vertraten.
Diese Meisterschaft, auch Copa União („Unionspokal“) genannt, fand aber zunächst keine offizielle Anerkennung, daher wurde die Meisterschaft 2017 durch den Supremo Tribunal Federal, der oberste Gerichtshof des Landes entschieden, das Flamengo Rio de Janeiro in jenem Jahr nicht Meister geworden ist. Auf der anderen Seite hat der Clube dos 13 die Meisterschaft des offiziellen Titelträgers Sport Recife nie anerkannt.
1996 übernahm Fábio Koff, ehemaliger Präsident von Grêmio Porto Alegre, die Organisation, eine Position, die er bis zum Ende des Clube dos 13 innehatte. Um mehr Menschen in die Stadien zu locken, beschloss der Clube dos 13, die Regeln für die Übertragung von Live-Spielen für Fernsehsender zu ändern. Im November 1996 begann das Unternehmen, Übertragungen auf die Plätze zu beschränken, auf denen die Spiele seiner Mitglieder ausgetragen wurden. Dann unterzeichnete er einen Vertrag mit Rede Globo in einer Partnerschaft, die bis zum Ende des Clube dos 13 verlängert wurde. Dieser beinhaltete eine verbotene automatische Verlängerungsklausel, welche die Notwendigkeit einer öffentlichen Ausschreibung ausschloss. In der Praxis wurden Partien zwischen Mannschaften des Clube dos 13 auf Globo-Kanälen gezeigt, während Spiele anderer Mannschaften auf ESPN Brasil übertragen wurden. Wenn das Spiel zwischen Mannschaften der konkurrierenden Sender stattfand, wurde das Spiel nicht im Fernsehen übertragen.

### Meisterschaft 2000
2000 konnte aus juristischen Gründen keine nationale Meisterschaft abgehalten werden und der Clube dos 13 veranstaltete mit voller Billigung des Verbandes CBF einen Alternativwettbewerb, der nach dem damaligen brasilianischen FIFA-Vorsitzenden João Havelange benannt wurde. 115 Vereine traten in diesem Wettbewerb an und der Sieger CR Vasco da Gama wird in allen Listen als Meister jenes Jahres geführt.
Weitere Details zu diesen Meisterschaften können dem Hauptartikel Campeonato Brasileiro de Futebol entnommen werden.

### Ende 2011
Nach einer Studie aus dem Jahr 2015, ist Fußball das wahrscheinlich größte populäre Sportphänomen Brasiliens und eine wichtige kulturelle Referenz im Land. Demzufolge bewegte der Sport 11 Milliarden Reais pro Jahr, wobei mehr als 370.000 Menschen in Brasilien durch formelle Jobs vom Fußball leben. Zu dem Zeitpunkt gab 783 offizielle Vereine, die mehr als 30.000 Arbeitnehmer beschäftigten und mehr als zwei Milliarden pro Jahr erwirtschafteten. Gerade aufgrund seiner wirtschaftlichen Kraft hat der Sport auch gesellschaftliche Relevanz, da er vor allem in Schwellen- oder Dritte-Welt-Ländern als sozioökonomisches Sprungbrett wahrgenommen wird. In Brasilien versuchen jedes Jahr neun Millionen Jungen im Alter zwischen zehn und 16 Jahren, in den Basiskategorien brasilianischer Vereine zu sein. Nur 5 % hiervon werden Profis.
Die damit verbundenen Werte machen es zu einer Branche, die neben Spielern und Fans auch eine Reihe von nicht weniger wichtigen, aber nicht weniger wichtigen Faktoren außerhalb des Spielfelds einbezieht, wie z. B. Lizenzprodukte, Immobilienspekulationen, insbesondere während der Fußball-Weltmeisterschaft 2014, mit dem Bau neuer Arenen, sozialer Projekte, Marketing- und Medienprojekte, die hier von allen Plattformen genutzt werden: Radio, Internet (digitale Plattformen), gedruckte Zeitung und insbesondere Fernsehen.
Der Sender Rede Globo war es unter Mithilfe der Militärdiktatur, gelungen seit Ende der 1980er Jahre Marktführer im brasilianischen Fernsehen zu sein. Seit 2002 ist er exklusiver Partner der Nationalmannschaft Brasiliens. 2011 gelang es Rede Globo, sein Monopol auf den brasilianischen Fußball zu etablieren. Trotz seiner traditionell guten Kontakte in die Politik, 1965 konnte der Sender in Betrieb trotz einer verbotenen ausländischen Beteiligung durch Time Life, beendete im Oktober 2010 das Conselho Administrativo de Defesa Econômica (CADE), ein staatlicher Verwaltungsrat zum Schutz der Wirtschaft, das Vorzugsrecht von Rede Globo bei den Verhandlungen um die Fernsehrechte der brasilianischen Meisterschaft. Die von der Agentur mit dem Sender und dem Clube dos 13 getroffene Vereinbarung wurde für die Verhandlungen von 2012 bis 2014 wirksam. Die Agentur hatte geurteilt, dass es sich um eine mögliche Kartellbildung handelte. Vor der CADE Entscheidung hatte Globo das Recht, jeden konkurrierenden Vorschlag abzudecken, selbst wenn dieser in einem geschlossenen Umschlagsystem erfolgte. Nach der Entscheidung des Gremiums musste der Sender gleichberechtigt mit konkurrierenden Sendern konkurrieren. Doch selbst mit einem günstigeren Vorschlag von TV Record ließen die Klubs den Clube dos 13 implodieren und verhandelten eigenständig mit Globo, um das Monopol fortzusetzen.
Rede Globo schien der Hauptinteressent an der Schwächung des Clube dos 13 zu sein. Dieser war immerhin seit 1987 für die Aushandlung der Fernsehrechte und die Verteilung an die Klubs verantwortlich. Die Rechte gingen seitdem immer an Rede Globo. Die Grupo Record und RecordTV waren an den Übertragungsrechten interessiert, als der CADE die automatische Verlängerungsklausel mit Globo widerrief. Der Präsident Brasiliens Luiz Inácio Lula da Silva unterstützte den Klubpräsidenten von Corinthians Andrés Sanches bei der Finanzierung des Neubaus des Klubstadions Arena Corinthians, welches Fußball-Weltmeisterschaft 2014 errichtet werden sollte. 
Sanchez war 2004 für die Gründung einer Partnerschaft zwischen Corinthians und Media Sport Investment (MSI) verantwortlich, die Kia Joorabchian gehörte. Die Partnerschaft brachte zunächst Ergebnisse und nachdem Corinthians eine Geldspritze von MSI erhalten hatte, gewann er die brasilianische Meisterschaft 2005. Im Jahr darauf warfen die Bundespolizei und das Staatsministerium dem Verein und dem Unternehmen jedoch Geldwäsche und Verschwörung vor, was 2007 zur Auflösung der Partnerschaft und zum Rücktritt von Präsident Alberto Dualib führte. Anschließend übernahm Andrés Sanchez die Präsidentschaft von Corinthians und begann, sich aktiv an der brasilianischen Sportpolitik zu beteiligen. 2010 wurde Sanchez zur siebteinflussreichsten Person im brasilianischen Fußball gewählt. Im Jahr 2011 übernahm er die Leitung der CBF-Auswahl und im Jahr 2014 wurde er zum Bundesabgeordneten der Arbeiterpartei (PT) gewählt.
Der CBF unter Ricardo Terra Teixeira, welcher gemeinsam mit Sanchez, seine eigenen Interessen an den Verhandlungen hatte, arbeitete daran, den Clube dos 13 zu schwächen, während die Präsidenten aller Mitgliedsklubs der Einheit uneinig waren, wen sie unterstützen sollen.
Die Führung der dos 13 unter Fábio Koff war besorgt über die starke Lobby und zog die Wahl des Clube vom 13. November 2010 auf den 12. April vor. Im Zuge derer wurde Koff mit zwölf Ja-Stimmen wiedergewählt (Atlético Mineiro, Athletico Paranaense, Bahia, Flamengo, Fluminense, Grêmio, Guarani, Internacional, Palmeiras, Portuguesa, São Paulo und Sport Recife) und acht Gegenstimmen (Botafogo, Corinthians, Coritiba, Cruzeiro, Goiás, Santos, Vasco und Vitória). Bei seiner Wahl wurde er von Juvenal Juvêncio vom FC São Paulo unterstützt. Der vom Teixeira präferierte Kandiant, Kléber Leite von Flamengo Rio de Janeiro fiel durch. Zwei Monate nach dem Streit um das Kommando des C13 revanchierte sich Teixeira bei Juvêncio. Das Estádio do Morumbi, die Heimspielstätte des FC São Paulo wurde offiziell von der Weltmeisterschaft in Brasilien ausgeschlossen.
Nachdem der CADE im Oktober 2010 den Vertrag zwischen Globo und dem dos 13 für ungültig erklärt hatte, kam der Vorgang zum Sportgerichtshof (STJ). Der Fernsehsender TVA hatte 1993 einen Vertrag mit dem CBF für die Übertragungsrechte für die Spielzeiten 1997 bis 2001 der brasilianischen Meisterschaft unterzeichnet. Im Jahr 1997 unterzeichnete Clube dos 13 wiederum einen Vertrag mit Globo für die Jahre 1997 bis 1999. Die strittige Klausel räumte Rede Globo beim Kauf Vorrang ein, der den von anderen Sendern vorgeschlagenen Werten entsprechen konnte, zusätzlich zu einem Aufschlag von 10 % auf jedes Angebot, das heißt, wenn das Angebot der Wettbewerber nur 10 % höher war als das bei TV Globo behielt der Sender die Rechte. Eine weitere Klausel beinhaltete, dass der Vertrag alle möglichen Arten von Empfang der Übertragungen eingeschlossen sein sollten.
Im Dezember 2010, wenige Monate vor der Erneuerung der Übertragungsverträge, beauftragte Fábio Koff als Vergeltung gegen Rede Globo und den CBF eine Umfrage, um herauszufinden, zu welchen Zeiten die Fans Fußballspiele am liebsten sahen. Die Untersuchung ergab, dass in mittelgroßen Städten die Lieblingszeit 20:30 Uhr war, während in Großstädten die Lieblingszeit 21:00 Uhr war. Eine mögliche Änderung des Spielplans würde zu Änderungen in der Hauptsendezeit von TV Globo führen, das aus zwei Telenovelas mit dazwischen liegenden Jornal Nacional bestand.
Es wurde klar, dass ein Machtkampf zwischen dem Clube dos 13, Rede Globo und dem CBF entstanden war. Globo nutzte das vorhandene Geld, dos 13 die Bildübertragungsverträge und der CBF seinen politischen Einfluss hinter den Kulissen. Anfang des Jahres 2011 initiierte Koff eine neue Ausschreibung der Senderechte, welche in geschlossenen Umschlägen abgegeben werden sollte.
TV Record machte einen Vorschlag über 912 Millionen Real, um die Übertragungsrechte für den Dreijahreszeitraum 2012, 2013 und 2014 zu erhalten. RedeTV machte einen Vorschlag über 1,5 Milliarden Real und ging bei der Ausschreibung als Gewinner hervor. Im Februar 2011, einen Monat vor der Öffnung der Umschläge, zog sich TV Globo aus dem Bieterverfahren zurück, da ihr Angebot das niedrigste war und begann, getrennt vom Clube dos 13 nach Klubs zu suchen, um mit diesen individuelle Verhandlungen zu führen. TV Record bemerkte den Schritt von Globo erst, als dieser sich bereits mit acht Vereinen geeinigt hatte, und beschloss fortan ebenfalls individuell mit den Vereinen zu verhandeln. RedeTV war der Einzige, der dem Bieterverfahren bis zum Schluss treu blieb. Globo hatte dadurch das späte resp. nicht Reagieren einen wesentlichen Vorteil bei den Verhandlungen mit den Klubs erhalten.
Die Verzögerung von Record bei den individuellen Verhandlungen mit den Teams war ausschlaggebend für die Niederlage gegen Globo, da das Unternehmen schnell bei acht Vereinen unterschrieb. Da TV Record vorschlug, mehr zu zahlen als der Sender Rio, wäre es TV Record vielleicht gelungen, eine Einigung mit den Vereinen zu erzielen, wenn es individuelle Gespräche mit Rede Globo aufgenommen hätte.
Am 22. Februar 2011 zog sich Andrés Sanchez, aus dem Clube dos 13 zurück und nahm für Corinthians Verhandlungen mit Globo auf. Daraufhin wurde der Klub vom dos 13 ausgeschlossen. Im Anschluss entzog Flamengo dem Clube dos 13 auch die Erlaubnis, in seinem Namen zu verhandeln, um individuell mit Rede Globo verhandeln zu können. Die drei weiteren Klubs aus Rio, Botafogo, Fluminense und Vasco, folgten Flamengo und kündigten ihre Kündigung an, um separat mit dem Sender zu verhandeln.
Die Haltung des Corinthians-Präsidenten basierte auf zwei Gründen. Die erste erfolgte auf Wunsch von Globo und CBF. Der zweite bestand darin, Juvêncio anzugreifen. 
Flamengo hatte sich aus zwei Gründen entschieden, individuell mit TV Globo zu verhandeln. Erstens war er wie Corinthians der Ansicht, dass die Fernsehquote aufgrund der Aufteilung durch den Clube dos 13 sehr niedrig sei. Flamengo und Corinthians waren die Vereine mit den meisten Fans in Brasilien und daher auch diejenigen mit den meisten Zuschauern. Daher kam der Klub zu dem Schluss, dass er mehr verdienen sollte, als der Clube dos 13 vorschlug. Der zweite Grund war die Diskussion darüber, wer der wahre Champion von 1987 sei.
Botafogo beschloss die Rechte separat zu verhandeln, weil es auf diese Weise in der Lage sei, den gesammelten Betrag im Vergleich zu dem vom Clube dos 13 ausgeschütteten Betrag zu verdoppeln. Damals wurde berichtet, dass der Klub deswegen mit TV Globo verhandelt habe. Er schuldete dem Sender Geld, aufgrund von Krediten.
Nach den fünf Klubs beschlossen auch Grêmio, Coritiba und Cruzeiro, direkt mit TV Globo zu verhandeln. Coritiba war der sechste Verein, der die Verhandlungen mit Clube dos 13 beendete. Damals erklärten die drei Teams, dass sie die erhaltenen Beträge durch direkte Verhandlungen mit Globo verdoppeln würden.
Nachdem sich zu dem Zeitpunkt TV Record aus dem Bieterverfahren des dos 13 zurückgezogen hatte, gewann RedeTV als einziger Konkurrent die Ausschreibung und wurde als neuer Inhaber der Übertragungsrechte bekannt gegeben. Obwohl der Clube dos 13 RedeTV zum lizenzierten Sender ernannte, verhandelte Rede Globo weiterhin mit den restlichen zwölf Klubs. In der Woche nach der Bekanntgabe des Gewinners der Ausschreibung verließen auch Sport Recife, Palmeiras und Santos den Clube dos 13, um eigenständig zu verhandeln. Sport Recife, wie auch Flamengo, mit Fabio Koff uneinig, über den Titelträger der Meisterschaft 1987.
Auf diese Weise waren elf Klubs gegen die Vereinbarung von Clube dos 13 und weigerten sich, bei RedeTV zu unterschreiben, da sie bereits Vereinbarungen mit Rede Globo getroffen hatten. Als die restlichen Klubs erkannten, welche wirtschaftlichen Vorteile ein Vertrag mit Globo besaß, begannen auch die den Clube dos 13 zu verlassen. Internacional, Goiás, Portuguesa, Guarani und Bahia schlossen Verträge mit Globo aus finanziellen Gründen. Nur drei Vereine blieben dem Clube dos 13 und der Vereinbarung mit RedeTV treu: Atlético Mineiro, São Paulo und Athletico Paranaense.
Athletico Paranaense unterhielt seit 2006 eine enge Beziehung zu Rede Globo, für die Übertragungsrechte im Zusammenhang mit der Staatsmeisterschaft von Paraná. São Paulo schloss sich der Vereinbarung mit RedeTV an, da sein Präsident Juvêncio, Vizepräsident des Clube dos 13 und politischer Partner von Fabio Koff war und außerdem ein erklärter politischer Feind von Ricardo Teixeira und Andrés Sanchez.
Als nur noch diese drei Klubs zur Verfügung standen kündigte RedeTV den Vertrag. Nach dem Rückzug von RedeTV einigte sich Atlético Mineiro als Letzter auf einen Vertrag mit Rede Globo. Der damalige Präsident des Klubs, Alexandre Kalil, weigerte sich, mit Globo zu verhandeln, und die Unterzeichnung des Vertrags mit dem Sender wurde mit dem Beirat des Klubs durchgeführt. Der Clube do 13 stellte danach seine Aktivitäten ein.
In einem Fernsehinterview im April 2013 sagte Alexandre Kalil, er habe während der Erneuerung der Bildübertragungsrechte und des Zusammenbruchs des Clube dos 13 mit Andrés Sanchez gesprochen. Kalil sagte, dass Andrés Sanchez ließ den Clube dos 13 auseinanderbrechen, weil ihm versprochen wurde, dass er damit ein Stadion gewinnen würde.
Als Ergebnis aus dem entstandenen Monopol investierte Rede Globo von 2011 bis 2014 mehr als eine Milliarde Reais in den Fußball und machte etwa 28 % der Gesamteinnahmen der brasilianischen Vereine aus. Nach den mit den einzelnen Vereinen ausgehandelten Angaben erhielten Flamengo und Corinthians etwa jeweils 100 Millionen Reais, während andere Vereine deutlich geringere Beträge erhielten. Die Aufteilung hatte zu Beschwerden anderer brasilianischer Vereine geführt, die befürchten, dass etwas Ähnliches wie beim spanischen Modell passieren wird, bei dem Real Madrid und Barcelona viel mehr verdienen als die anderen Mannschaften, was bedeutet, dass mit wenigen Ausnahmen nur diese beiden Vereine um die Titel konkurrieren.

## Mitglieder
| Gründungsmitglieder - Atlético Mineiro (Belo Horizonte, MG) - EC Bahia (Salvador, BA) - Botafogo FR (Rio de Janeiro, RJ) - SC Corinthians (São Paulo, SP) - Cruzeiro EC, (Belo Horizonte, MG) - CR Flamengo (Rio de Janeiro, RJ) - Fluminense FC (Rio de Janeiro, RJ) - Grêmio FBPA (Porto Alegre, RS) - SC Internacional (Porto Alegre, RS) - Palmeiras São Paulo (São Paulo, SP) - FC Santos (SP) - FC São Paulo (SP) - CR Vasco da Gama (Rio de Janeiro, RJ) | Spätere Mitglieder - 1997: Coritiba FC (Curitiba, PR) - 1997: Goiás EC (Goiânia, GO) - 1997: Sport Recife (PE) - 1999: Athletico Paranaense (Curitiba, PR) - 1999: Guarani FC (Campinas, SP) - 1999: Portuguesa (São Paulo, SP) - 1999: EC Vitória (Salvador, BA) |